# Hôtel Gabeau
Pour les articles homonymes, voir Hôtel (homonymie).
L'hôtel Gabeau est un ancien hôtel particulier situé 20 rue de la Concorde, dans la ville d'Amboise, dans le département français d'Indre-et-Loire.
Construit au XVIIe siècle, ses façades et sa toiture sont inscrites comme monuments historiques en 1949.

## Localisation
Situé en bordure de la Loire en contrebas du château, l'hôtel possède deux façades, l'une au sud sur la rue de la Concorde, l'autre au nord sur le quai Guinot.

## Histoire
L'hôtel est construit au XVIIe siècle dans le style Louis XIII mais les baies de son premier étage, côté nord, sont reprises au XIXe siècle et pourvues de balcons.
Cet hôtel appartient au XIXe siècle à Alfred Gabeau, historien et érudit local, et il est, pour cette raison, également dénommé « hôtel Gabeau ». De passage à Amboise en 1865, Abd El-Kader y séjourne brièvement.
Les façades et les toitures de l'édifice sont inscrites comme monument historique par arrêté du 14 septembre 1949. De 1978 à 2010, l'hôtel abrite la bibliothèque municipale d'Amboise,.

## Description
La façade donnant sur la Loire présente un rez-de-chaussée surélevé surmonté d'un étage et de combles. Si le rez-de-chaussée et l'étage sont percés chacun de quatre baies, le comble n'est éclairé que par trois lucarnes. La façade sud est composée d'un corps principal et de deux ailes en retour dessinant une cour intérieure. Cette cour s'ouvre sur la rue par un portail à deux vantaux de bois accosté de deux portes piétonnières.

## Pour en savoir plus